# Мик Джонс
Мик Джонс е британски китарист, композитор и музикален продуцент. Става известен като основател на рок групата Форинър.
Джонс започва музикалната си кариера в началото на 1960-те години като член на групата Nero and the Gladiators. През 1961 имат два малки хита във Великобритания. След разпадането на групата Джонс работи като автор на текстове на песни. През 1973 Джонс се включва в групата Leslie West Band. Свири като китарист за албумите „Wind of Change“ (1972) на Питър Фремптън и „Dark Horse“ (1974) на Джордж Харисън.
1976 г. основава Форинър. Заедно с вокала Лу Грам пишат почти всички песни на групата.